# 5e régiment d'artillerie à pied (1910-1919)
Pour les articles homonymes, voir 5e régiment.
Ne doit pas être confondu avec 5e régiment d'artillerie à pied.
Le 5e régiment d'artillerie à pied (5e RAP) est un ancien régiment de l'armée française, créé en 1910 à partir du 5e bataillon d'artillerie à pied lui-même issu du 5e bataillon d'artillerie de forteresse créé en 1883. Cette unité destinée à la défense des places fortifiées et qui est dissoute en 1919. Ses traditions sont reprises par le 155e régiment. d'artillerie.

## Création et différentes dénominations
- 24 juillet 1883 : création du 5e bataillon d'artillerie de forteresse
- 1893 : dénommé 5e bataillon d'artillerie à pied
- 1er mars 1910 : devient 5e régiment d'artillerie à pied après regroupement des 16 bataillons d'artillerie à pied[1]
- 1919 : Dissous[2]

## Chefs de corps
- 1883 : chef d'escadron Segondat
- 1887 : chef d'escadron d'Apvril
- 1890 : chef d'escadron Boulzaguet
- 1896 : chef d'escadron Barbier

## Historique des garnisons, combats et bataille
Après la guerre de 1870, le nouveau système fortifié du colonel Séré de Rivières consiste en un rideau défensif de places fortes proches des frontières. 
Une loi du 24 juillet 1883 décide la création de 16 bataillons d'artillerie de forteresse (BAF), à six batteries, pour le 1er septembre suivant. Ces bataillons, formés avec toutes les batteries à pied des régiments d'artillerie existant, seront stationnés dans les places frontières et les ports.

### 5ebataillon d'artillerie de forteresse
Le 5e bataillon d'artillerie de forteresse est créé par la loi du 24 juillet 1883 et formé le 1er septembre 1883 avec des batteries fournies par les :
- 14e régiment d'artillerie
- 20e régiment d'artillerie
- 33e régiment d'artillerie
- 34e régiment d'artillerie

### 5ebataillon d'artillerie à pied
Par décret du 25 juillet 1893, le 5e bataillon d'artillerie de forteresse devient 5e bataillon d'artillerie à pied le 1er janvier 1894.
Il est dissout le 1er mars 1910 lorsque les 18 bataillons d'artillerie à pied sont regroupés en 11 régiments d'artillerie à pied.

### 5erégiment d'artillerie à pied
Le 5e régiment d'artillerie à pied est créé le 1er mars 1910 lorsque les 16 bataillons d'artillerie à pied sont regroupés en 11 régiments d'artillerie à pied. Il occupe les garnisons de Verdun, du fort de Liouville, du fort du Camp-des-Romains, du fort de Gironville, du fort de Troyon, de Montmédy, de Longwy et du fort de Saint-Cyr près de Paris.
Le régiment, qui était composé de treize unités actives et d'une compagnie d'ouvriers, mobilisait, en plus des treize batteries de dédoublement, douze batteries territoriales et
une compagnie d'ouvriers formant le groupe territorial du régiment. L'effectif total était d'environ 23 000 hommes et de 227 officiers.
Au 1er mai 1914, la portion principale du régiment est en garnison à Verdun.
Le 2 août 1914 le 5e RAP est stationné à Verdun et ses unités réparties dans les ouvrages s'étendant du fort de Charlemont à Givet au fort de Gironville, situé entre Saint-Mihiel et Toul. Elles composaient, en dehors de la place de Verdun, l'artillerie des places de Givet, Longwy, Montmédy et Reims.
Le rôle de l'artillerie à pied, avant la guerre de 1914-18, comportait principalement la défense de nos places fortes ou l'attaque des places fortes ennemies. 
Les batteries sont affectées à la défense du fort de Douaumont, de la butte de Vauquois, du fort de Froideterre, du fort de Marre, du fort de Vacherauville, du fort de Belle Épine, du fort de Charny, du fort de Vaux, etc.
Le régiment est dissous en 1919 et ses traditions reprises par le 155e RAP.

## Drapeau
Le 5e régiment d'artillerie à pied reçoit un drapeau qui ne porte aucune inscription,.

## Sources et bibliographie
- Historiques des corps de troupe de l'armée française (1569-1900)
- Capitaine d'artillerie Leroy : Historique et organisation de l'artillerie : l'artillerie française depuis le 2 août 1914
- Loi du 24 juillet 1909, modifiée par la loi du 15 avril 1914, relative à la constitution des cadres et des effectifs de l'armée active et de l'armée territoriale en ce qui concerne l'artillerie, suivie des instructions du 16 avril et du 8 juin 1914 pour son application
- Historique du 5e régiment d'artillerie à pied pendant la guerre 1914-1918